# Сенсак Муангсурін
Сенсак Муангсурін (13 серпня 1950 — 16 квітня 2009 провінція Пхетчабун, Таїланд) — таїландський боксер-професіонал з провінції Пхетчабун. Був чемпіоном світу в першій напівлегкій вазі (WBC super 1975—1976, 1976—1978).

## Професійна кар'єра
Сенсак перший таїландець, який зумів успішно адаптуватися в професійному боксі.
Розпочав професійну кар'єру 16 листопаді 1974 року здобувши перемогу нокаутом в першому ж раунді. Вже в третьому поєдинку нокаутувавши іспанця Періко Фернандеса в 8-му раунді (KO) завоював титул чемпіона світу за версією WBC super в першій напівсередній вазі (з моменту дебюту до завоювання титулу пройшло 7 місяців і 29 днів). Що правда деякі джерела стверджують, що Муангсурін на шляху до свого першого поясу брав участь в куди більшій кількості боїв. Подейкують наче Сенсак провів з десяток повноцінних профі боїв в підпіллі.
Швидко піднявшись на вершину, швидко звідти й злетів.
Муангсурін вже в другому захисті проти Мігеля Веласкеса втратив титул WBC після дискваліфікації в 5-му раунді (DQ). Але вже через 4 місяця після поразки відбувся реванш в якому Сенсак нокаутував Мігеля у 2-му раунді (TKO) тим самим повернувши собі пояс.
Успішно захистив титул 7 разів. Під час 8-го захисту програв Кім Сану нокаутом в 13-му раунді.
Останній бій провів за пояс OPBF в першій напівлегкій вазі програвши рішенням суддів (MD).
Також займався тайським боксом, і навіть провів декілька поєдинків в Японії.
Останні роки життя провів в злиднях.
У 2014 році Василь Ломаченко повторив рекорд завоювання титулу чемпіона світу за три поєдинки. Українець завоював титул на 11 днів раніше ніж Сенсака.

## Дивитись також
- Список чемпіонів світу по боксу в напівсередній вазі
- Чемпіони Всесвітньої боксерської ради